# Электрическая цепь
Электри́ческая цепь (гальвани́ческая цепь) — совокупность устройств, элементов, предназначенных для протекания электрического тока, электромагнитные процессы в которых могут быть описаны с помощью понятий сила тока и напряжение.
Изображение электрической цепи с помощью условных знаков называют электрической схемой (рисунок 1).

## Виды электрических цепей

### Неразветвлённые и разветвлённые электрические цепи

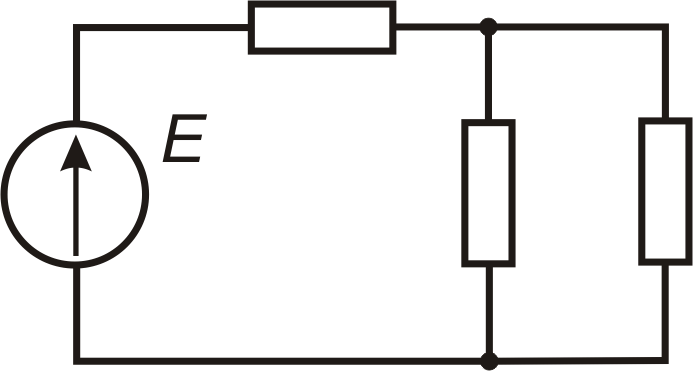
Рисунок 1 — Разветвлённая цепь

Электрические цепи подразделяют на неразветвлённые и разветвлённые. Во всех элементах неразветвлённой цепи течёт один и тот же ток. Простейшая разветвлённая цепь изображена на рисунке 1. В ней имеются три ветви и два узла. В каждой ветви течёт свой ток. Ветвь можно определить как участок цепи, образованный последовательно соединёнными элементами (через которые течёт одинаковый ток) и заключённый между двумя узлами. В свою очередь, узел есть точка цепи, в которой сходятся не менее трёх ветвей. Если в месте пересечения двух линий на электрической схеме поставлена точка (рисунок 1), то в этом месте есть электрическое соединение двух линий, в противном случае его нет. Узел, в котором сходятся две ветви, одна из которых является продолжением другой, называют устранимым или вырожденным узлом.

### Линейные и нелинейные электрические цепи
Линейной электрической цепью называют такую цепь, все компоненты которой линейные. К линейным компонентам относятся зависимые и независимые идеализированные источники токов и напряжений, резисторы (подчиняющиеся закону Ома), и любые другие компоненты, описываемые линейными дифференциальными уравнениями, наиболее известны электрические конденсаторы и катушки индуктивности.
Если цепь содержит отличные от перечисленных компоненты, то она называется нелинейной.
Изображение электрической цепи с помощью условных обозначений называют электрической схемой. Функция зависимости тока, протекающего по двухполюсному компоненту, от напряжения на этом компоненте называется вольт-амперной характеристикой (ВАХ). Часто ВАХ изображают графически в декартовых координатах. При этом по оси абсцисс на графике обычно откладывают напряжение, а по оси ординат — ток.
В частности, омические резисторы, ВАХ которых описывается линейной функцией и на графике ВАХ являются прямыми линиями, называют линейными.
Примерами линейных (как правило, в очень хорошем приближении) цепей являются цепи, содержащие только резисторы, конденсаторы и катушки индуктивности без ферромагнитных сердечников.
Некоторые нелинейные цепи можно приближённо описывать как линейные, если изменение приращений токов или напряжений на компоненте мало, при этом нелинейная ВАХ такого компонента заменяется линейной (касательной к ВАХ в рабочей точке). Этот подход называют «линеаризацией». При этом к цепи может быть применён мощный математический аппарат анализа линейных цепей. Примерами таких нелинейных цепей, анализируемых как линейные, являются практически любые электронные устройства, работающие в линейном режиме и содержащие нелинейные активные и пассивные компоненты (усилители, генераторы и др.).

## Законы, действующие в электрических цепях
- Закон Ома — устанавливает зависимость тока, протекающего в проводнике, от сопротивления этого проводника и напряжения в выбранном участке электрической цепи.
- Теорема Тевенена
- Правило токов Кирхгофа — говорит о том, что сумма токов, входящих в узел, равна сумме токов, выходящих из этого узла.
- Правило напряжений Кирхгофа